# ییژی لیپتاک
ییژی لیپتاک (چکی: Jiří Lipták; ۳۰ مارس ۱۹۸۲) تیرانداز اهل جمهوری چک است.
وی در مسابقات کشوری و بین‌المللی در مجموع برندهٔ ۱ مدال طلا شده‌است.